# 呂策爾弗呂
呂策爾弗呂是瑞士的城鎮，位於該國中西部，由伯恩州負責管轄，面積26.9平方公里，六成半土地是農業用地，海拔高度585米，2011年人口4,024，人口密度每平方公里150人。

## 外部連結
- （德文）Official website（页面存档备份，存于）